# Comuna Dațkî, Korsun-Șevcenkivskîi
Dațkî (în ucraineană Дацьки) este o comună în raionul Korsun-Șevcenkivskîi, regiunea Cerkasî, Ucraina, formată din satele Dațkî (reședința), Iablunivka, Peremojînți și Prîtulți.

## Demografie
Componența lingvistică a comunei Dațkî
     Ucraineană (97,39%)
     Rusă (2,26%)
     Alte limbi (0,35%)
Conform recensământului din 2001, majoritatea populației comunei Dațkî era vorbitoare de ucraineană (97,39%), existând în minoritate și vorbitori de rusă (2,26%).